# Wulfthryth
Wulfthryth je bila kraljica Wessexa kao supruga kralja Ethelreda. Kraljičini su roditelji nepoznati.
Wulfthryth je spomenuta kao regina (»kraljica«) u povelji.
Djeca kraljice Wulfthryth i njezinog muža:
- Æthelhelm
- Æthelwold ætheling